# 캐시 키니
캐시 키니(Kathy Kinney, 1954년 11월 3일 ~ )는 미국의 배우이다. 스티븐스포인트에서 태어났다.

## 출연 작품
- 픽킹 업 더 피시스 (2000년)
- 런웨이 원 (1995년)
- 폴링 엔젤스 (1993년)
- 디스 보이스 라이프 (1993년)
- 루시는 마술사 (1991년)
- 스탠리와 아이리스 (1990년) - 버니스 역
- 아라크네의 비밀 (1990년) - 블레어 캔달 역
- 3인의 탈주자 (1989년)
- 스크루지 (1988년)  - IBC 간호사 역
- 최후의 섬광 (1986년)

### 텔레비전
- The Drew Carey Show (1995-2004)
- 더 레이트 레이트 쇼 위드 크레이그 퍼거슨 (2006-10) - 본인
- 미국 십대의 비밀생활 (2009-13)